# Anderson (Alaska)
Pour les articles homonymes, voir Anderson.
Anderson est une ville d'Alaska aux États-Unis faisant partie du Borough de Denali. Elle est située à 64° 20′ 43″ N, 149° 11′ 43″ O. Sa population était en 2010 de 246 habitants. Elle est située au kilomètre 456 de la George Parks Highway dont elle est distante de 9 kilomètres, au sud de Nenana.

## Situation - climat
Elle est située à 10 km à l'ouest de la George Parks Highway à  122 km au sud-ouest de Fairbanks et à 459 km au nord d'Anchorage.
Les températures moyennes vont de −21 °C à −31 °C en janvier et de 19 °C à 21 °C en juillet.

## Histoire
Anderson tient son nom d'Arthur Anderson, un propriétaire terrien local qui s'était installé dans la région à la fin des années 1950. En 1959, il divisa sa propriété en plusieurs lots, et en vendit la majorité aux civils qui travaillaient sur Clear Air Force Station, une base militaire de l'United States Air Force. Une école élémentaire a été ouverte en 1961, et Anderson devint une ville en 1962.
Dans les années soixante, la route entre Anderson et Nenana fut achevée, donnant accès ainsi à Fairbanks. Jusqu'en 1968 il y avait un ferry pour que les voitures puissent traverser la Tanana, avant qu'un pont métallique soit construit.
En 1971 la George Parks Highway fut construite, donnant ainsi à Anderson un accès facilité vers Anchorage.
Le dernier week-end de juillet, la ville accueille le festival de musique Bluegrass.

## Démographie
| 1970 | 1980 | 1990 | 2000 | 2010 | - |
| ---- | ---- | ---- | ---- | ---- | - |
| 362  | 517  | 628  | 367  | 246  | - |